# Herbert Diess

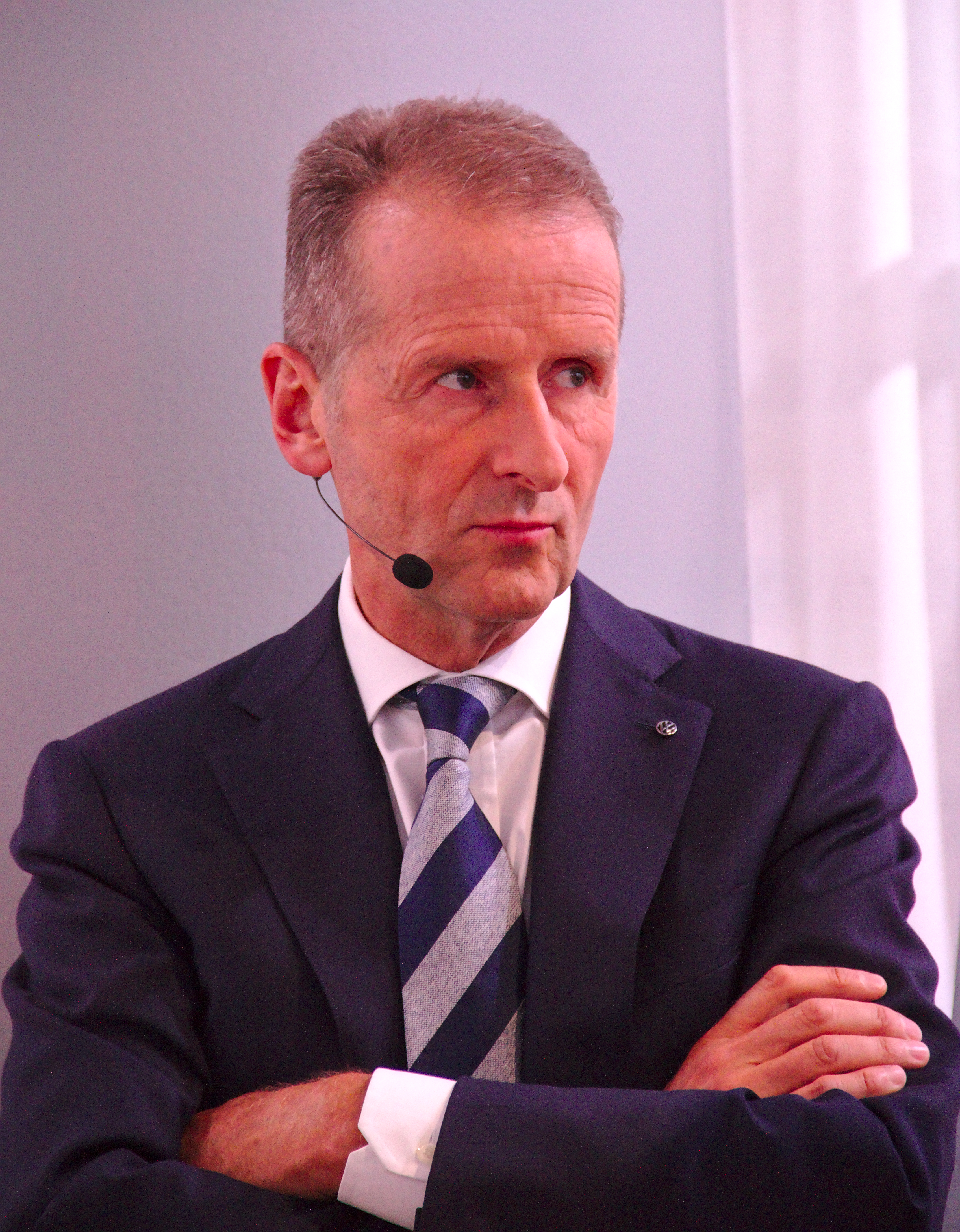
Herbert Diess auf der IAA 2019

Herbert Diess (* 24. Oktober 1958 in München) ist ein österreichischer Manager. Er war von April 2018 bis August 2022 Vorstandsvorsitzender der Volkswagen AG und Aufsichtsratsvorsitzender von Škoda Auto, Seat und Audi. Seit dem 17. Februar 2023 ist er Aufsichtsratsvorsitzender von Infineon.

## Leben
Von 1977 bis 1978 studierte Diess Fahrzeugtechnik an der Fachhochschule München bis zur Diplom-Vorprüfung. Anschließend belegte er an der Technischen Universität München ein Studium des allgemeinen Maschinenbaus, das er 1983 als Diplom-Ingenieur abschloss. 1984 bis 1989 war er wissenschaftlicher Mitarbeiter am Institut für Werkzeugmaschinen und Betriebswissenschaften (iwb) der TU München, ab 1988 hatte er die Leitung der Abteilung Montageautomatisierung am iwb inne. 1987 wurde er mit der Arbeit Rechnerunterstützte Entwicklung flexibel automatisierter Montageprozesse an der TU München zum Dr.-Ing. promoviert.
Von 1989 bis 1996 arbeitete Diess bei Bosch in Stuttgart. Ab 1990 war er Leiter Planung und Instandhaltung des Bosch-Werks im spanischen Treto (Teilort des Municipio Bárcena de Cicero) und ab 1993 Technischer Geschäftsführer des Werks Treto.
1996 leitete er zunächst die Langfrist- und Strukturplanung bei BMW. 1997 übernahm er die Leitung der Prozessberatung im Ressort Produktion und 1998 die Leitung der Prozessberatung Entwicklung und Technik. Er war Leiter der Werke in Birmingham (1999–2000) und in Oxford (2000–2003). 2003 übernahm er die Leitung des Geschäftsfelds BMW Motorrad. Während dieser Zeit wandelte sich das Markenimage von BMW Motorrad hin zu mehr Dynamik. Unter seiner Leitung wurde die Boxer Baureihe komplett erneuert. Es entstand die neue Mittelklasse F800, die sportlichen 4 Zylinder und es wurden die Weichen für das erste BMW Superbike S 1000 RR und die komfortable 6 Zylinder Baureihe gestellt. Im Jahre 2007 wurde der schwedische Motorradhersteller Husqvarna gekauft.
Von 2007 bis 2014 war er Vorstandsmitglied der BMW AG und verantwortete den Vorstandsbereich Einkauf und Lieferantennetzwerk, ab 2012 den Vorstandsbereich Entwicklung.

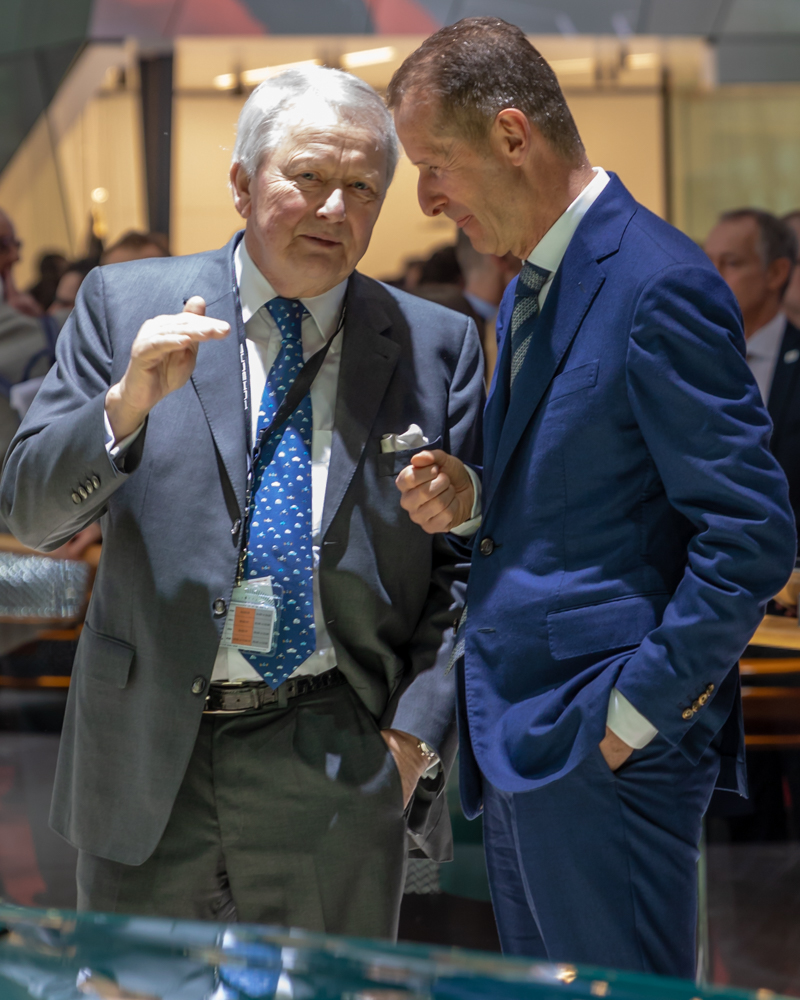
Diess im Gespräch mit dem Porsche-Aufsichtsratsvorsitzenden Wolfgang Porsche, 2019

Am 9. Dezember 2014 wurde Diess’ Wechsel zur Volkswagen AG bekannt, wo er im Juli 2015 das neu geschaffene Vorstandsressort Vorsitzender des Markenvorstands Volkswagen-Pkw übernahm. Gleichzeitig wurde Klaus Fröhlich sein Nachfolger als Entwicklungschef bei BMW. Diess hielt die Hausanfertigung, also die Fertigung von Komponenten in konzerneigenen Teilewerken, für unverzichtbar. Er setzte sich auch für die Fertigung von Lithium-Ionen-Batteriezellen in Deutschland ein, da er sie für eine Kerntechnologie der Elektromobilität hielt. Diess setzte sich seit 2018 für die Entwicklung des Elektroautos ein. Er ging (Stand 2019) davon aus, dass bis 2021 etwa 10 % (2025: 20 %, 2030: 50 %) Elektromobilität erreicht werden können. Im März 2021 erhöhte VW den anvisierten Marktanteil der E-Autos für 2030 auf 70 %.
Diess wurde im Februar 2015 in den Infineon-Aufsichtsrat bestellt, außerdem war er bis März 2021 im Aufsichtsrat der FC Bayern München AG. Am 12. April 2018 gab die Volkswagen AG bekannt, dass Herbert Diess als Nachfolger von Matthias Müller neuer Vorsitzender des Vorstands der Volkswagen AG wird. Am 8. Juni 2020 teilte der Aufsichtsrat des VW-Konzerns mit, dass Diess seine Position als VW-Markenchef am 30. Juni 2020 abgebe.
Der Vertrag von Herbert Diess wurde 2021 vorzeitig bis zum Frühjahr 2023 verlängert. Der Aufsichtsrat von Volkswagen gab am 9. Juli 2021 bekannt, dass Diess einen neuen Vertrag über vier weitere Jahre (bis zum Oktober 2025) erhielte. Das Verhältnis von Diess zum einflussreichen Konzernbetriebsrat war zeitweise problematisch. Probleme bei der 2020 gegründeten Automotive-Software-Tochtergesellschaft Cariad schwächten seine Position zusätzlich.
Am 22. Juli 2022 wurde bekannt, dass Herbert Diess als Vorstandsvorsitzender der Volkswagen AG Ende August zurücktreten werde. Sein Nachfolger zum 1. September 2022 wurde Oliver Blume. Im Dezember 2022 wurde bekannt, dass Diess 2023 in den Aufsichtsrat von Infineon wechseln werde.
The Mobility House AG gab am 9. Januar 2024 bekannt, dass Herbert Diess als Vorsitzender des Verwaltungsrats für das Unternehmen aus München tätig wird.

## Privates
Herbert Diess ist verheiratet und hat einen Sohn und eine Tochter.

## Kritik
Herbert Diess versuchte bei VW mit dem Wortlaut „Ebit macht frei“ Führungskräfte zu motivieren. Dafür entschuldigte er sich später.